# Carta Aberta aos Hobbystas

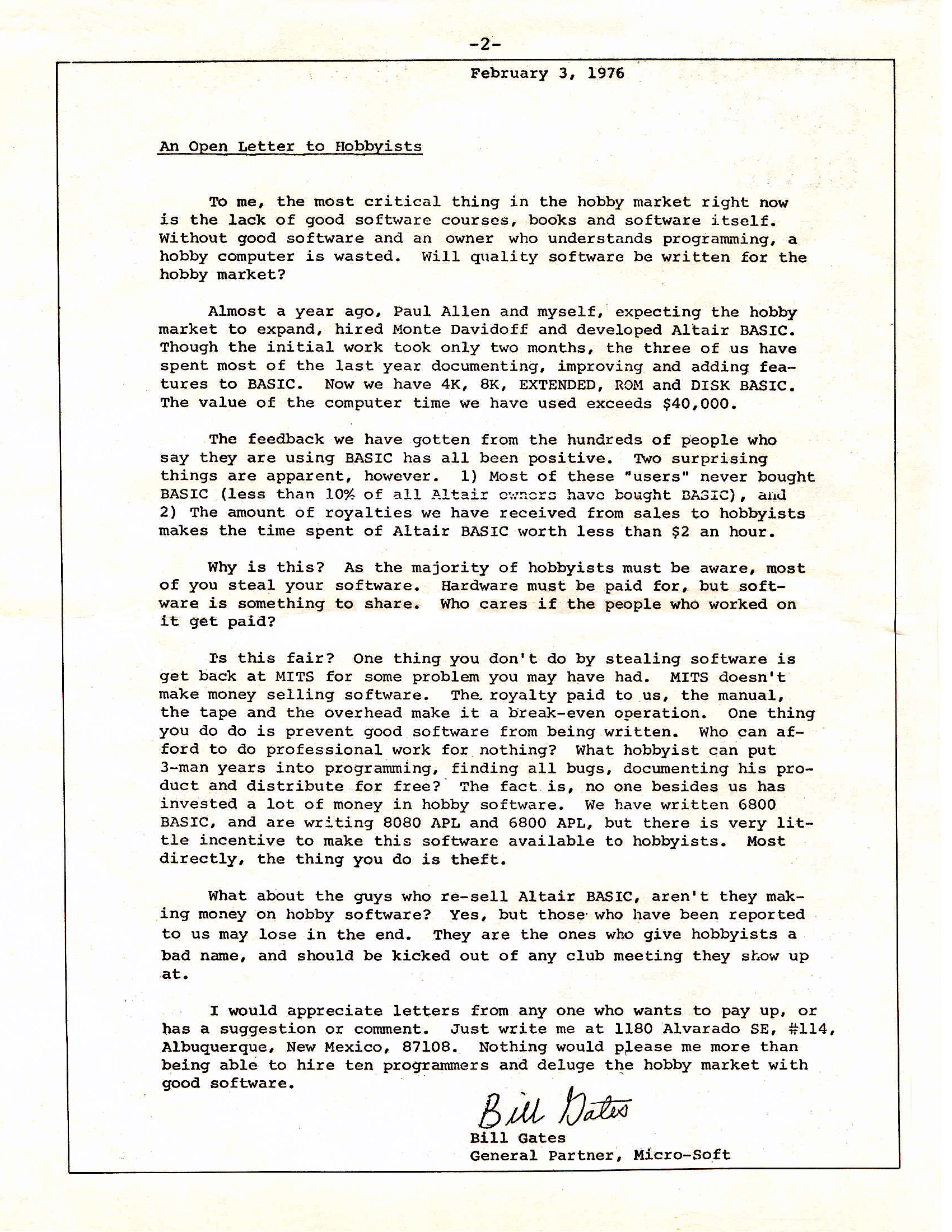
Carta Aberta aos Hobbystas de Bill Gates para o Homebrew Computer Club Newsletter, janeirode 1976

A Carta Aberta aos Hobbystas de 1976, carta aberta escrita por Bill Gates, co-fundador da Microsoft, inicialmente para hobbystas de computadores pessoais, em que Gates, expressa consternação pela galopante violação de direitos autorais de software ocorrendo na comunidade, particularmente no que respeita ao software de sua empresa.
Na carta, Gates, expressou frustração com a maioria dos entusiastas de computador que estavam usando o software do Altair BASIC de sua empresa sem ter pago por isso. Ele afirmou que tais cópias não autorizadas desencorajava os desenvolvedores em investir tempo e dinheiro na criação de software de alta qualidade. Ele citou a injustiça de ganhar os benefícios de tempo, esforço e capital dos autores do software sem pagar por ele.

## Altair BASIC
Em dezembro de 1974, Bill Gates era um estudante na Universidade de Harvard e Paul Allen trabalhava para a Honeywell em Boston, quando viram o computador Altair 8800 na edição de janeiro de 1975 da Popular Electronics. Eles tinham escrito programas de linguagem BASIC desde época que estudavam na Lakeside School em Seattle, e sabiam que o Altair era poderoso o suficiente para suportar um interpretador BASIC. Eles queriam ser os primeiros a oferecer suporte para o BASIC nesse computador, e as ferramentas de desenvolvimento de software que eles já haviam criado para o microprocessador Intel 8008, baseado no computador Traf-O-Data, iria dar-lhes uma vantagem nesse feito.
No início de março, Paul Allen, Bill Gates e Monte Davidoff, outro estudante de Harvard, tinham criado um interpretador BASIC que trabalhou sob simulação em um mainframe PDP-10 de Harvard. Allen e Gates tinha estado em contacto com Ed Roberts do MITS em março de 1975, Allen foi para Albuquerque, Novo México, para testar o software em uma máquina real. Para surpresa tanto Paul Allen quanto de Ed Roberts, o software funcionou bem.
A MITS concordou em licenciar o software de Allen e Gates. Paul Allen deixou seu trabalho na Honeywell e tornou-se o vice-presidente e diretor de software na MITS com um salário de US $ 30.000 por ano. Bill Gates ainda era um estudante em Harvard e era apenas contratado pela MITS. Em outubro de 1975, o boletim da empresa lhe dá o título de "especialista em software". Em 22 de julho de 1975, o MITS assinou o contrato com Allen e Gates. Eles receberam US$ 3000 pela assinatura e um royalty para cada cópia do BASIC vendida; sendo US$ 30 para a versão 4K, US$ 35 para a versão 8K e US$ 60 para a versão expandida. O contrato tinha um limite de US$ 180.000 e o MITS teria licença mundial exclusiva para o programa por 10 anos. O MITS iria fornecer um computador em regime de horas contadas, necessário para o desenvolvimento em um PDP-10 de propriedade do distrito escolar de Albuquerque.
A edição de abril de 1975 da MITS's ‘’Computer Notes‘’ tinha a manchete "Altair Basic - instalado e funcionando." O computador Altair 8800 teve vendas equilibradas para o MITS. Eles precisavam vender placas de memória adicionais, como placas I/O e outras opções para fazer algum lucro. Quando compradas, as duas placas de memória com 4K e uma placa de I/O de 8K com BASIC custava apenas US$ 75. O preço inicial, só para o BASIC foi de US$ 500. O MITS comprou uma van e a equipou com a linha completa de produtos, criando a equipe "MITS-Mobile", que excursionou pelos Estados Unidos dando seminários que caracterizaram o computador Altair e Altair BASIC.
O Homebrew Computer Club era um clube de informática de hobbystas em Palo Alto, CA. Na primeira reunião, em março de 1975, Steve Dompier deu um relato de sua visita à fábrica do MITS em Albuquerque, onde tentou pegar sua encomenda também. Ele saiu delá com um kit de computador com apenas 256 bytes de memória. Em 16 de abril de 1975, na reunião do clube, Dompier introduzido um pequeno programa que tocou a música "Fool on the Hill" em um rádio AM. Meados de Julho de 1975, Bill Gates escreveu à "Computer Notes" como  este era "o melhor programa de demonstração que eu vi para o Altair..." Gates não conseguia descobrir como o computador podeia transmitir para o rádio, hoje sabe-se que isso foi feito por interferência de rádio freqüência ou estática, controlada pela temporização em loops no programa.

## "Ladrões" e "parasitas"
Em junho de 1975 Homebrew Computer Club Newsletter traz este item escrito pelo editor Fred Moore :
O MITS MOBILE veio à casa de Rickey Hyatt em Palo Alto, nos dias 5 a 6 de junho. O quarto estava lotado (150+), com hobbistas e experimentadores ansiosos para saber mais sobre este novo brinquedo eletrônico. 

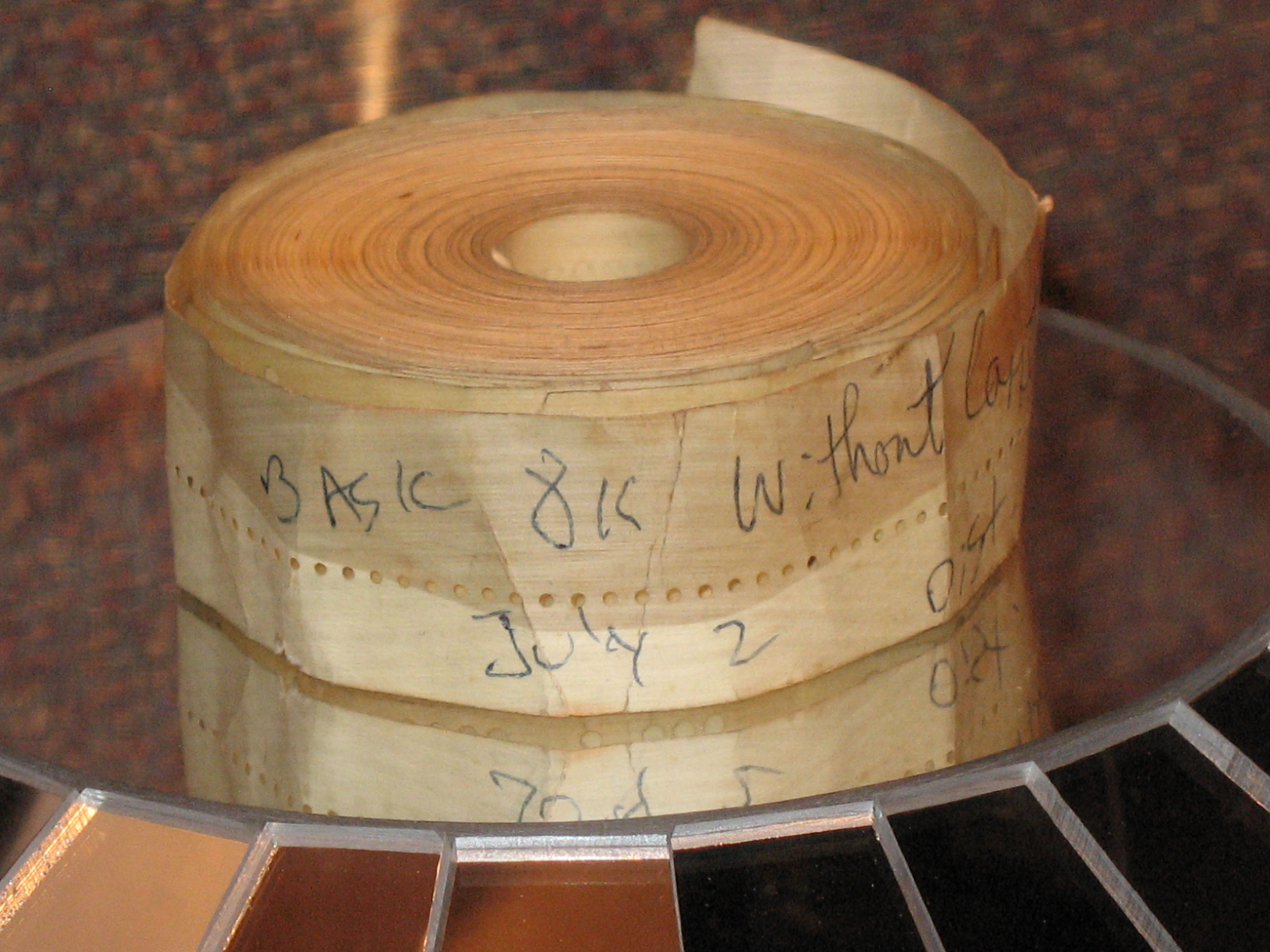
Altair 8K BASIC em fita de papel. Este foi um meio de armazenamento popular antes do disquete de baixo custo.

No seminário, uma fita de papel contendo uma versão de pré-lançamento do Altair BASIC desapareceu. A fita foi dada a Steve Dompier que passou para Dan Sokol que tinha acesso a um perfurador de fita de alta velocidade. Na próxima reunião do Homebrew Computer Club, 50 cópias do Altair BASIC em fita de papel apareceram em uma caixa de papelão.
O MITS ofereceu um sistema Altair completo com duas placas MITS 4K Dynamic RAM, uma placa de interface serial e Altair BASIC por  US$ 995. No entanto, as placas MITS RAM que custavam US$ 264 não eram confiáveis, devido a vários problemas de componentes e design. Um membro do Homebrew Computer Club, o empreendedor Robert Marsh, projetou uma memória estática de 4K que era compatível com o Altair 8800 e vendido por US$ 255. Sua companhia era a Processor Technology, uma das mais bem sucedidas fornecedoras de placas compatíveis com o Altair. Muitos proprietários de computadores Altair 8800 ignoraram o pacote de serviços; compraram suas placas de memória a partir de um terceiro fornecedor e usaram uma cópia "emprestada" do Altair BASIC.
Ed Roberts reconheceu os problemas das placas 4K Dynamic RAM em outubro de 1975 na Computer Notes. O preço foi reduzido de US$ 264 para US$ 195 e os compradores gostaram dos US$ 50 de desconto. O preço total do Altair BASIC 8K foi reduzido para US $200. Roberts recusou o pedido de um cliente de que o MITS forecesse o BASIC para os clientes gratuitamente. Ele observou que o MITS tinha feito um "compromisso de US$ 180.000 em royalties para a Microsoft". Roberts também escreveu: "Qualquer um que está usando uma cópia roubada do MITS BASIC deve se identificar por aquilo que ele é: um ladrão." E aos fornecedores terceiros de hardware, acrescentou o comentário: "recentemente, um número de empresas parasitas têm aparecido."
A placa de RAM estática da Processor Technology, atraiu mais do que a placa de RAM dinâmica da MITS e duas ou três placas poderiam elevar o consumo da fonte de alimentação do Altair 8800. Howard Fullmer começou a vender um upgrade da fonte de alimentação e chamou sua empresa "Parasitic Engineering". Fullmer mais tarde ajudou a definir o padrão da indústria para placas compatíveis com Altair, o padrão  S-100 bus.
No ano seguinte, 1976, muitos aparecerem muitos clones da bus de computador Altair como o IMSAI 8080 e o Processor Technology Sol 20.

## Carta aberta
"Micro-Soft" recebeu um royalty US $ 30 a US $ 60 para cada cópia do BASIC vendida pelo MITS. No final de 1975, MITS estava enviando mil computadores por mês, mas BASIC estava vendendo abaixo da casa de centenas. Havia projetos de software adicionais que exigiam mais recursos. O sistema de disquete MITS de 8 polegadas estava prestes a ser lançado como era o computador MITS 680B baseado no Motorola 6800. Um amigo de escola de Allen e Gates, Ric Weiland, foi contratado para converter o BASIC 8080 para o microprocessador 6800. Gates tenta explicar o custo de desenvolvimento de software para a comunidade hobbista.
David Bunnell, Editor da Computer Notes, era simpático à posição de Gates. Ele escreveu na edição de setembro de 1975 que "os clientes têm burlado o software da MITS". 
Agora eu lhe pergunto - será que um músico tem o direito de cobrar os royalties sobre a venda de seus discos ou que um escritor tem o direito de cobrar os royalties sobre a venda de seus livros? São pessoas que copiam software diferente do que aqueles que copiar discos e livros? 
A carta de Gates reafirmou que Bunnell escreveu em setembro e Roberts escreveu em outubro. No entanto, o tom de sua carta era esses hobbistas estavam roubando dele, e não de uma corporação.

Por que é isso? Como a maioria dos hobbistas deve estar ciente, a maioria de vocês roubar o seu software. Hardware deve ser pago, mas software é algo para compartilhar. Quem se importa se as pessoas que trabalharam são pagas?
Um dos principais alvos da carta era o Homebrew Computer Club e uma cópia foi enviada para o clube. A carta também aparecem na Computer Notes. Para garantir a carta seria notada, Dave Bunnell enviou a carta via correio, entrega especial a cada publicação de computador no país.
Na carta Gates menciona que eles estão escrevendo APL para os microprocessadores 8080 e 6800. A linguagem de programação APL estava em voga com alguns cientistas da computação na década de 1970. A linguagem usa um conjunto de caracteres com base no alfabeto grego que exigia terminais especiais. A maioria dos terminais amadores não exibir letras minúsculas muito menos símbolos gregos. Gates estava encantado com APL, mas Allen não achou que eles poderiam vender este produto. O interesse no projeto APL foi fadado e software nunca foi escrito.

## Reação

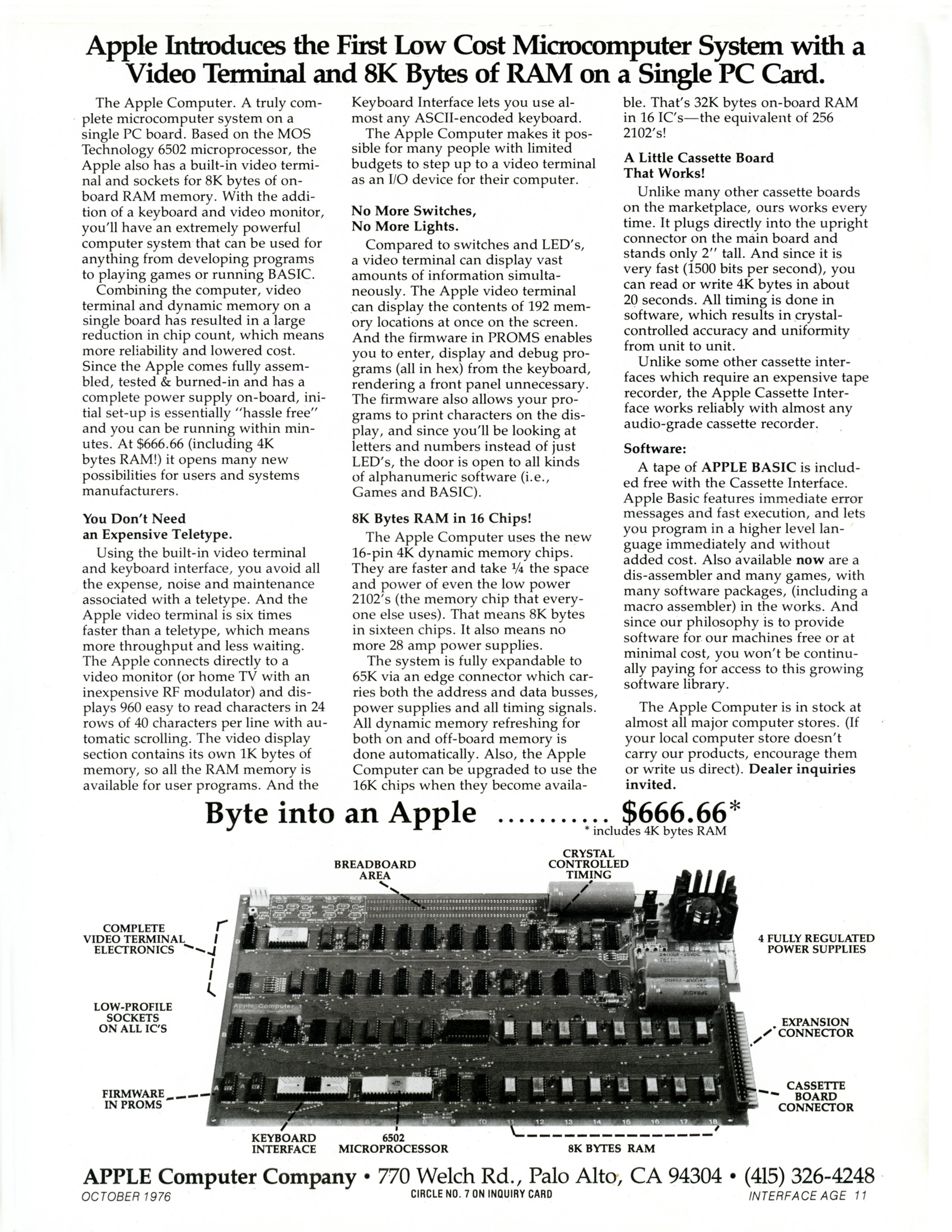
Anúncio do computador Apple I demonstrou, a política Apple de fornecer software gratuito ou de baixo custo para seus computadores.

A carta foi noticiada e a reação foi forte. Muitos sentiram o software deve ser fornecido com a máquina e o método corrente de distribuição foi problema para Gates. Outros questionaram o custo de desenvolvimento de software.
Microsoft já havia abordado a questão de direitos autorais; MITS iria pagar um preço fixo, $ 31.200, para uma licença não exclusiva para o BASIC 6800. As vendas futuras de BASIC para o Commodore PET, o Apple II, o Radio Shack TRS-80 e os outros foram todos contratos de preço fixo.
No início de 1976 anúncios para o computador Apple I, Apple Inc fez as afirmações de que "a nossa filosofia é oferecer software para as nossas máquinas gratuitamente ou a um custo mínimo" e "Sim pessoal, Apple BASIC é gratuito".
Desenvolvimento de software da Microsoft foi feito em um sistema de computador mainframe DEC PDP-10. Paul Allen tinha desenvolvido um programa que poderia simular completamente um novo sistema de microprocessador. Isto permitiu-lhes para escrever e depurar software antes que o novo hardware do computador estivesse completo. Eles foram acusados, por uso da hora e pela quantidade de recursos utilizados (armazenamento, impressão, etc.) O BASIC 6800 foi completado antes do Altair 680 ter sido terminado. Ao custo de US $ 40.000 de tempo de computador mencionado no carta.
Hal Singer da Micro-8 Newsletter publicou uma carta aberta ao Ed Roberts da MITS. Hal apontou que MITS prometeu um computador por US $ 395, mas o preço de um sistema de trabalho foi de US $ 1000. Ele sugeriu uma ação de classe ou de uma investigação da Comissão Federal de Comércio por falsa publicidade estava em ordem. Hal também observou que os rumores estavam circulando que Bill Gates desenvolveu BASIC em um computador da Universidade de Harvard que foi financiado pelo governo dos EUA. Por que os clientes devem pagar por software já pago pelo contribuinte?
Bill Gates, Paul Allen e Monte Davidoff fizeram o uso de um PDP-10 no Centro de Computação Aiken da Universidade de Harvard. O sistema de computador foi financiado pelo Departamento de Defesa por meio de sua Agência de Projetos de Pesquisa Avançada de Defesa. Os funcionários de Harvard não estavam satisfeitos que Gates e Allen (que não era um estudante) tinha usado o PDP-10 para desenvolver um produto comercial, mas determinou que este computador militar não foi coberto por qualquer política de Harvard; o PDP-10 foi controlado pelo professor Thomas Cheatham, que sentiu que os estudantes poderiam usar a máquina para uso pessoal. Harvard colocou restrições sobre o uso do computador, Gates e Allen tiveram que usar um computador, com quota de tempo comercial em Boston para finalizar o software.
Em 2008, Lee Felsenstein membro do Homebrew, recordou dúvidas semelhantes sobre Gates, quanto ao número de $ 40.000: "Bem, todos nós sabiamos [que] a avaliação do tempo de computador era no máximo uma fraude. Você nunca pagar muito para a hora do computador e acho que isso; a pesquisa vai mostrar que eles estavam usando alguma outra pessoa no tempo de computador; alguém estava pagando por isso poderia ter sido Honeywell, onde Paul Allen estava trabalhando. Então, todos nós sabíamos que este é um argumento falso."

De acordo com Felsenstein, carta de Gates "delineou um racha [entre] a indústria real onde estava tentando ganhar dinheiro e há aqueles hobbystas, onde nós estamos tentando fazer as coisas acontecerem", enquanto
A indústria precisa dos hobbystas e isto ilustrou que aconteceu eventualmente. Quando National Semiconductor, fez seus próprios microprocessadores em 77 ou 78, decidiram que precisavam de um BASIC [...] que perguntaram: 'Qual é o BASIC mais popular? E a resposta foi Microsoft BASIC, porque todo mundo tinha algo copiado e todo mundo estava usando. Por isso, fizemos a Microsoft o padrão BASIC. National Semiconductor fui a Microsoft e comprou uma licença, eles estavam no negócio dessa maneira. Esta foi a função de marketing e os hobbystas fizeram a comercialização com uma antipatia completa da empresa em questão. Havia outros BASIC e, você sabe, alguns deles podem até ter sido melhor. [... Sucesso tardio de Gates] foi em certa medida por causa do que nós fizemos, que ele disse que não devemos fazer, nós eram ladrões por fazê-lo, e tudo mais."

Há uma alternativa viável para os problemas levantados por Bill Gates em sua carta irada para entusiastas de computador a respeito do "roubo" de software. Quando o software é grátis, ou tão barato que é mais fácil de pagar do que para duplicá-lo, então ele não vai ser "roubado".

Jim Warren, julho 1976  
Jim Warren, Homebrew Computer Club membro e editor do ‘’Dr. Dobb's Journal’’, escreveu em julho de 1976 a ACM no boletim informativo Programming Language sobre o sucesso do projeto Tiny BASIC. O objetivo era criar intérprete da linguagem BASIC para computadores baseados em microprocessador. O projeto começou no final de 1975, mas a "Carta Aberta" motivou muitos hobbystas há participar. Clubes de computação e pessoas de todas as partes dos Estados Unidos e do mundo logo criaram interpretadores BASIC minúsculo para o Intel 8080, o Motorola 6800 e processadores MOS Technology 6502. O código-fonte em linguagem assembly foi publicada ou o software foi vendido por cinco ou dez dólares.

## Transcrição da carta em Inglês
"To me, the most critical thing in the hobby market right now is the lack of good software courses, books and software itself. Without good software and an owner who understands programming, a hobby computer is wasted. Will quality software be written for the hobby market? 

Almost a year ago, Paul Allen and myself, expecting the hobby market to expand, hired Monte Davidoff and developed Altair BASIC. Though the initial work took only two months, the three of us have spent most of the last year documenting, improving and adding fea-tures to BASIC. Now we have 4K, 8K, EXTENDED, ROM and DISK BASIC. The value of the computer time we have used exceeds $40,000. 
The feedback we have gotten from the hundreds of people who say they are using BASIC has all been positive. Two surprising things are apparent, however. 1) Most of these "users" never bought BASIC (less than 10% of all Altair ewncro have bought BASIC), and 2) The amount of royalties we have received from sales to hobbyists makes the time spent of Altair BASIC worth less than $2 an hour. 
Why is this? As the majority of hobbyists must be aware, most of you steal your software. Hardware must be paid for, but soft-ware is something to share. Who cares if the people who worked on it get paid? 
Is this fair? One thing you don't do by stealing software is get back at MITS for some problem you may have had. MITS doesn't make money selling software. The. royalty paid to us, the manual, the tape and the overhead make it a break-even operation. One thing you do do is prevent good software from being written. Who can af-ford to do professional work for nothing? What hobbyist can put 3-man years into programming, finding all bugs, documenting his pro-duct and distribute for free? The fact is, no one besides us has invested a lot of money in hobby software. We have written 6800 BASIC, and are writing 8080 APL and 6800 APL, but there is very lit-tle incentive to make this software available to hobbyists. Most directly, the thing you do is theft. 
What about the guys who re-sell Altair BASIC, aren't they mak-ing money on hobby software? Yes, but those• who have been reported to us may lose in the end. They are the ones who give hobbyists a bad name, and should be kicked out of any club meeting they show up at. 

I would appreciate letters from any one who wants to pay up, or has a suggestion or comment. Just write me at 1180 Alvarado SE, #114, Albuquerque, New Mexico, 87108. Nothing would please me more than being able to hire ten programmers and deluge the hobby market with good software."

## Revistas que publicaram a carta
- Gates, Bill (Janeiro de 1976). «An Open Letter To Hobbyists». Mountain View, CA: Homebrew Computer Club. Homebrew Computer Club Newsletter. 2 (1): 2
- Gates, Bill (10 de Fevereiro de 1976). «An Open Letter To Hobbyists». Lompoc, CA: Cabrillo Computer Center. Micro-8 Computer User Group Newsletter. 2 (2): 1
- Gates, Bill (Fevereiro de 1976). «An Open Letter To Hobbyists». Albuquerque, NM: MITS. Computer Notes. 1 (9): 3. Arquivado do original em 23 de Março de 2012
- Gates, Bill (11 Março de 1976). «An Open Letter to Hobbyists». Boston MA: Benwill Publishing. Minicomputer News
- Gates, Bill (Março–Abril de 1976). «An Open Letter To Hobbyists». Menlo Park, CA: People's Computer Company. People's Computer Company. 4 (5)
- Gates, Bill (Maio de 1976). «Computer Hobbyists». Radio-Electronics. 47 (5). New York NY: Gernsback Publications. pp. 14, 16

Várias respostas à carta publicada, incluindo uma de Bill Gates.
- Hayes, Mike (Fevereiro de 1976). «Regarding Your Letter of February 3». Mountain View, CA: Homebrew Computer Club. Homebrew Computer Club Newsletter. 2 (2): 2. Consultado em 25 de Novembro de 2007
- Singer, Harold L. (28 de Março de 1976). «An Open Letter to Ed Roberts». Lompoc, CA: Cabrillo Computer Center. Micro-8 Computer User Group Newsletter. 2 (4): 1
- Gates, Bill (Abril de 1976). «A Second and Final Letter». Albuquerque, NM: MITS. Computer Notes. 1 (11): 5. Arquivado do original em 23 de Março de 2012
- Childs, Art (Maio de 1976). «Interfacial». Los Angeles: Southern California Computer Society. SCCS Interface. 1 (6): 2, 4 Editor da Art Childs escreveu sobre a carta que recebeu do "autor do Altair Basic" e a controverso resultando com software proprietário.
- Wada, Robert (Julho de 1976). «An Opinion on Software Marketing». BYTE. 1 (11). Peterborough, NH: BYTE Publications. pp. 90, 91
- Warren, Jim C. (Julho de 1976). «Correspondence». ACM. SIGPLAN Notices. 11 (7): 1 Jim Warren, o editor do Dr. Dobbs Journal, descreve como o projeto Tiny BASIC é uma alternativa para hobbystas "roubadores" de software.
- Moores, Calvin (Setembro de 1976). «Are you an author?». BYTE. 1 (13). Peterborough, NH: BYTE Publications. pp. 18–22 Um artigo sobre lei de direitos autorais de software que discute a "Carta Aberta aos Hobbystas".